# Jürgen Haschke
Jürgen Haschke (* 2. Juli 1942 in Gera) ist ein deutscher Politiker (DSU, Freie Wähler). Von 1993 bis 2003 war er Landesbeauftragter in Thüringen für die Unterlagen des Staatssicherheitsdienstes der DDR.

## Leben und Beruf
Haschke studierte Technologie der chemischen Industrie an der Ingenieurschule für Chemie in Köthen. Anschließend war er bis 1990 Chemieingenieur beim VEB Leuna-Werke. Haschke wurde 1961 in der DDR wegen „staatsgefährdender Hetze“ verurteilt. Von 1993 bis 2003 war er Landesbeauftragter in Thüringen für die Unterlagen des Staatssicherheitsdienstes der DDR. Er ist Gründungsmitglied und war bis Januar 2013 Vorsitzender der Geschichtswerkstatt Jena. Im Januar 2014 wurde bekannt, dass Haschke sich die Markenrechte für die vom Verein herausgegebene Fachzeitschrift Gerbergasse 18 privat gesichert hat. Die Löschung der Marke erfolgte nach § 50 – Nichtigkeit wegen absoluter Schutzhindernisse am 27. November 2014, eingetragen und veröffentlicht am 2. Januar 2015.
Jürgen Haschke ist der Bruder von Udo Haschke, der ebenfalls der Volkskammer und dem Bundestag angehörte.

## Politik
Nach dem Ende der SED-Diktatur wurde er im März 1990 für die DSU im Wahlkreis Gera in die Volkskammer gewählt. Im Oktober 1990 gehörte er zu den 144 Abgeordneten, die von der Volkskammer in den Bundestag entsandt wurden. Dem Bundestag gehörte er bis zum Ende der Wahlperiode im Dezember 1990 an und war dort Gast der CDU/CSU-Fraktion. Haschke gehörte von 1994 bis 2019 für die Wählervereinigung Bürger für Jena dem Stadtrat von Jena an. 2009 wurde er Landesvorsitzender der Freien Wähler Thüringen e. V. Im Jahr 2019 erfolgte sein Ausschluss aus der Wählervereinigung Bürger für Jena, nachdem er zur Stadtratswahl eine Liste der Freien Wähler initiiert hatte.